# José Oscar Flores
José Oscar Flores – detto Turu – (Buenos Aires, 16 maggio 1971) è un ex calciatore argentino, di ruolo attaccante.

## Palmarès

### Club

#### Competizioni nazionali
- Campionato argentino: 3

Vélez Sarsfield: Clausura 1993, Apertura 1995, Clausura 1996
- Campionato spagnolo: 1

Deportivo La Coruña: 1999-2000
- Supercoppa di Spagna: 1

Deportivo La Coruña: 2000
- Coppa di Spagna: 1

Maiorca: 2002-2003

#### Competizioni internazionali
- Coppa Libertadores: 1

Vélez Sarsfield: 1994
- Coppa Intercontinentale: 1

Vélez Sarsfield: 1994
- Coppa Interamericana: 1

Vélez Sarsfield: 1994
- Supercoppa Sudamericana: 1

Vélez Sarsfield: 1996